# 尼永斯
尼永斯（法語：Nyons，法語發音：[njɔ̃s]），法国东南部城市，奥弗涅-罗讷-阿尔卑斯大区德龙省的一个市镇，同时也是该省的一个副省会，下辖尼永斯区，其市镇面积为23.45平方公里，2022年1月1日时人口数量为6,794人，在法国城市中排名第1,578位。
尼永斯位于德龙省南部，艾格河畔，是一个区域性的中心城市，多条公路在此交汇。尼永斯因当地的橄榄种植园而闻名，被称为法国“黑橄榄之都”。

## 地名来源

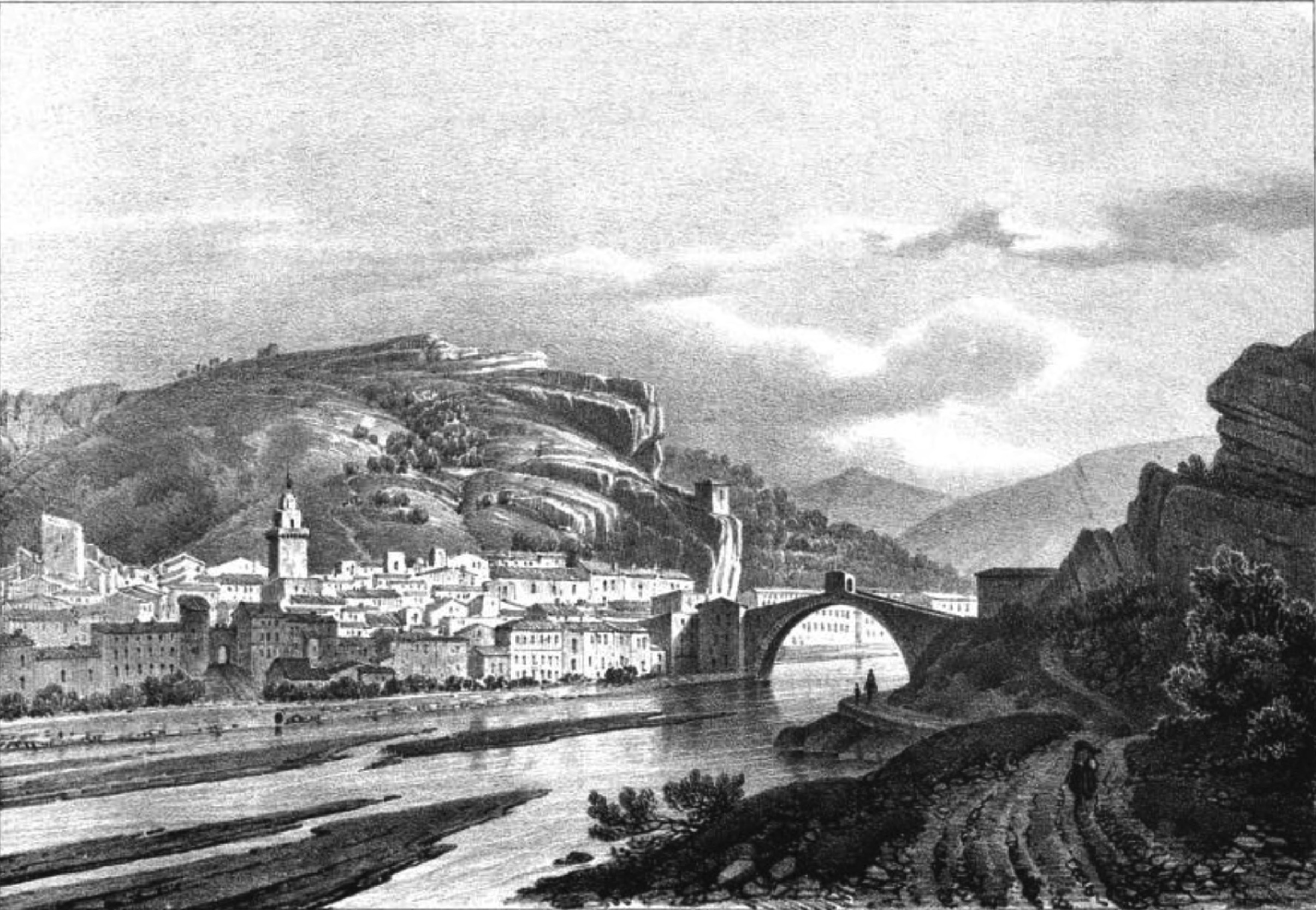
19世纪初的尼永斯

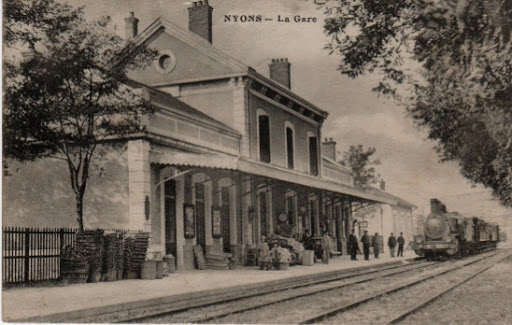
20世纪初的尼永斯火车站

尼永斯最初于公元2世纪以高卢语“Noiomagos”的形式被记载，该名称出自凯尔特语“Novio-magos”，其中“Novio”和“magos”出自古爱尔兰语“nóe”和“mag”，分别意为“新的”和“集市”，可能与当地彼时的商业活动有关。
尼永斯所在区域历史上曾通行奥克语，“Nyons”在奥克语维基百科及Openstreetmap中对应的拼写为“Niom”。
此外，因翻译标准不同，“Nyons”在《世界地名翻译大辞典》、《世界地名译名词典》、《法国地图册》以及中文谷歌地图等汉语资料中被译为尼永。

## 历史
根据当地官方网站的论述，尼永斯所处地区在距今三千五百年前的新石器时期就已出现人类活动。高卢时期，一支沃孔斯人部落在此建立都城，其附近区域出现了橄榄种植。中世纪初，尼永斯先后遭遇日耳曼及撒拉森人入侵，后被勃艮第人控制，成为勃艮第公国的一部分，后被神圣罗马帝国控制。中世纪中期，尼永斯成为梅武永家族的一处领地。1337年，尼永斯被多菲内公爵维埃纳的安贝尔二世收购，后者为尼永斯颁布了自由贸易宪章。1349年，根据《罗芒条约》，尼永斯连同整个多菲内并入法兰西王国。1598年《南特敕令》颁布后，尼永斯的一些教会迁至外地，当地人口数量略有下降。17世纪末，萨伏伊军队意图攻占多菲内，菲莉·德拉沙尔斯曾长期在尼永斯生活并在此发表了大量文学著作并最终在此逝世，她被称为“多菲内的圣女贞德”。法国大革命后，尼永斯成为德龙省的一个市镇，并在1790至1795年间成为该省的一个地区行署，后改建为副省会。19世纪时，尼永斯人口数量有所增加，当地的城市范围延伸至城墙外侧。1897年，连接皮埃尔拉特和尼永斯之间的铁路线建成通车，彼时法国总统费利克斯·福尔参与了开通仪式，该铁路后于1951年关闭。1956年，尼永斯遭遇严重寒潮，当年尼永斯的农作物几乎颗粒无收。尼永斯黑橄榄和尼永斯葡萄酒分别于1997年和2020年获得“原产地命名控制”标志。

## 地理

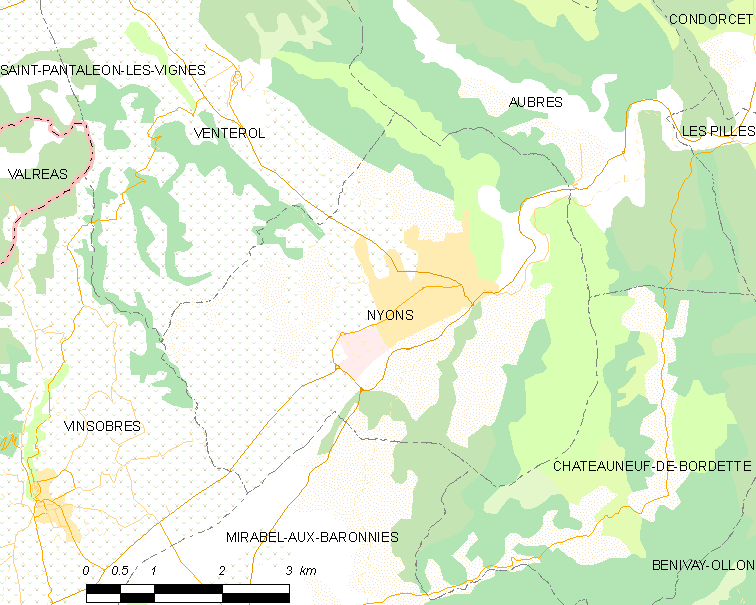
尼永斯市镇范围地图

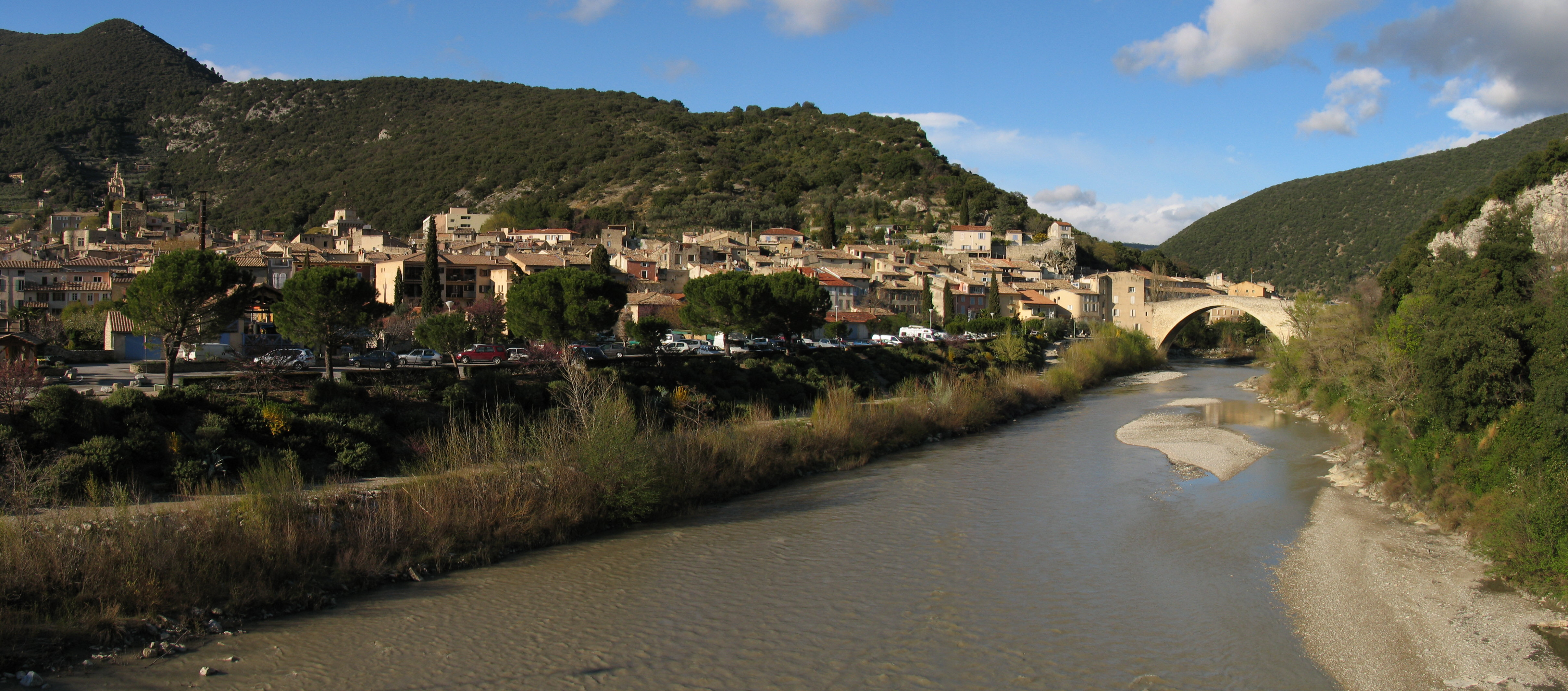
艾格河畔的尼永斯

尼永斯位于法国东南部，奥弗涅-罗讷-阿尔卑斯大区南部和德龙省南部，距离省会瓦朗斯大约95公里。与尼永斯接壤的市镇包括：欧布尔、博尔代特新堡、米拉贝勒欧巴罗尼、旺特罗勒、万索布尔。

### 地形
尼永斯位于阿尔卑斯山西南部，巴罗尼山腹地，境内以山地及丘陵为主，市镇中心地势较为平坦，四周被高山环绕，全境海拔在234到940米之间。

### 水文
尼永斯位于罗讷河流域范围内，艾格河自东北向西南流经镇中心。

### 植被
尼永斯属于温带阔叶混交林区，艾格河畔的香料花园（Jardin des Arômes）是当地主要的城市绿地，林地则多分布于附近山地地区。
在鲜花城市的评比中，尼永斯被评为1星级鲜花城市。

### 气候
尼永斯在柯本气候分类法中属于带有山地特征的地中海气候。
距离尼永斯最近的常年气象站位于万索布尔境内，以下为该气象站的数据（其中日照数据取自蒙特利马尔气象站）：
| 万索布尔 1981年－2019年 | 万索布尔 1981年－2019年 | 万索布尔 1981年－2019年 | 万索布尔 1981年－2019年 | 万索布尔 1981年－2019年 | 万索布尔 1981年－2019年 | 万索布尔 1981年－2019年 | 万索布尔 1981年－2019年 | 万索布尔 1981年－2019年 | 万索布尔 1981年－2019年 | 万索布尔 1981年－2019年 | 万索布尔 1981年－2019年 | 万索布尔 1981年－2019年 | 万索布尔 1981年－2019年 |
| 月份                    | 1月                     | 2月                     | 3月                     | 4月                     | 5月                     | 6月                     | 7月                     | 8月                     | 9月                     | 10月                    | 11月                    | 12月                    | 全年                    |
| ----------------------- | ----------------------- | ----------------------- | ----------------------- | ----------------------- | ----------------------- | ----------------------- | ----------------------- | ----------------------- | ----------------------- | ----------------------- | ----------------------- | ----------------------- | ----------------------- |
| 历史最高温 °C（°F）     | 21.5 (70.7)             | 21.9 (71.4)             | 26.8 (80.2)             | 30 (86)                 | 33.1 (91.6)             | 38.2 (100.8)            | 38.5 (101.3)            | 40.3 (104.5)            | 35.3 (95.5)             | 30.4 (86.7)             | 22.2 (72.0)             | 18.2 (64.8)             | 40.3 (104.5)            |
| 平均高温 °C（°F）       | 9.8 (49.6)              | 11.1 (52.0)             | 14.8 (58.6)             | 17.4 (63.3)             | 22.4 (72.3)             | 26.4 (79.5)             | 29.7 (85.5)             | 29.4 (84.9)             | 23.7 (74.7)             | 19 (66)                 | 13.1 (55.6)             | 9.7 (49.5)              | 18.9 (66.0)             |
| 日均气温 °C（°F）       | 6 (43)                  | 6.8 (44.2)              | 9.9 (49.8)              | 12.4 (54.3)             | 16.9 (62.4)             | 20.6 (69.1)             | 23.4 (74.1)             | 23.2 (73.8)             | 18.5 (65.3)             | 14.7 (58.5)             | 9.4 (48.9)              | 6.2 (43.2)              | 14 (57)                 |
| 平均低温 °C（°F）       | 2.3 (36.1)              | 2.5 (36.5)              | 5.1 (41.2)              | 7.3 (45.1)              | 11.4 (52.5)             | 14.7 (58.5)             | 17.1 (62.8)             | 17.1 (62.8)             | 13.2 (55.8)             | 10.3 (50.5)             | 5.7 (42.3)              | 2.7 (36.9)              | 9.1 (48.4)              |
| 历史最低温 °C（°F）     | −6.6 (20.1)             | −10.6 (12.9)            | −7.6 (18.3)             | −1.6 (29.1)             | 2.8 (37.0)              | 7.1 (44.8)              | 9.7 (49.5)              | 10.2 (50.4)             | 4.6 (40.3)              | −1.6 (29.1)             | −5 (23)                 | −8.2 (17.2)             | −10.6 (12.9)            |
| 平均降水量 mm（）       | 60.4 (2.38)             | 39.2 (1.54)             | 46 (1.8)                | 77.7 (3.06)             | 68.3 (2.69)             | 42.7 (1.68)             | 39.4 (1.55)             | 55.6 (2.19)             | 123.1 (4.85)            | 103.9 (4.09)            | 88.2 (3.47)             | 57.6 (2.27)             | 802.1 (31.58)           |
| 月均日照時數            | 104.9                   | 134.5                   | 200                     | 214.6                   | 255.3                   | 295.5                   | 327.3                   | 293.6                   | 224.5                   | 152.3                   | 110.3                   | 92.1                    | 2,404.9                 |
| 来源：infoclimat.fr     |                         |                         |                         |                         |                         |                         |                         |                         |                         |                         |                         |                         |                         |

## 行政区划
尼永斯的市镇编号为26220，邮政编号为26110。
在行政管理方面，尼永斯隶属于法国奥弗涅-罗讷-阿尔卑斯大区德龙省尼永斯区；在地方选举方面，尼永斯是尼永斯-巴罗尼县的中央投票站所在地，其市镇范围全境被划入德龙省第三选区；在社会管理方面，尼永斯是普罗旺斯德龙巴罗尼市镇公共社区的办公驻地。
法国国家统计与经济研究所（简称）在进行数据统计时，将尼永斯市镇单独设为尼永斯城市核心区（Unité urbaine de Nyons），并将包括核心区在内的周边共两个市镇划为尼永斯城市区（Aire urbaine de Nyons）。自2020年起，尼永斯城市区被包含17个市镇的尼永斯城市辐射区代替。此外，还将尼永斯市镇分为了三个“块区”（IRIS），以便于统计人口分布情况。

## 交通

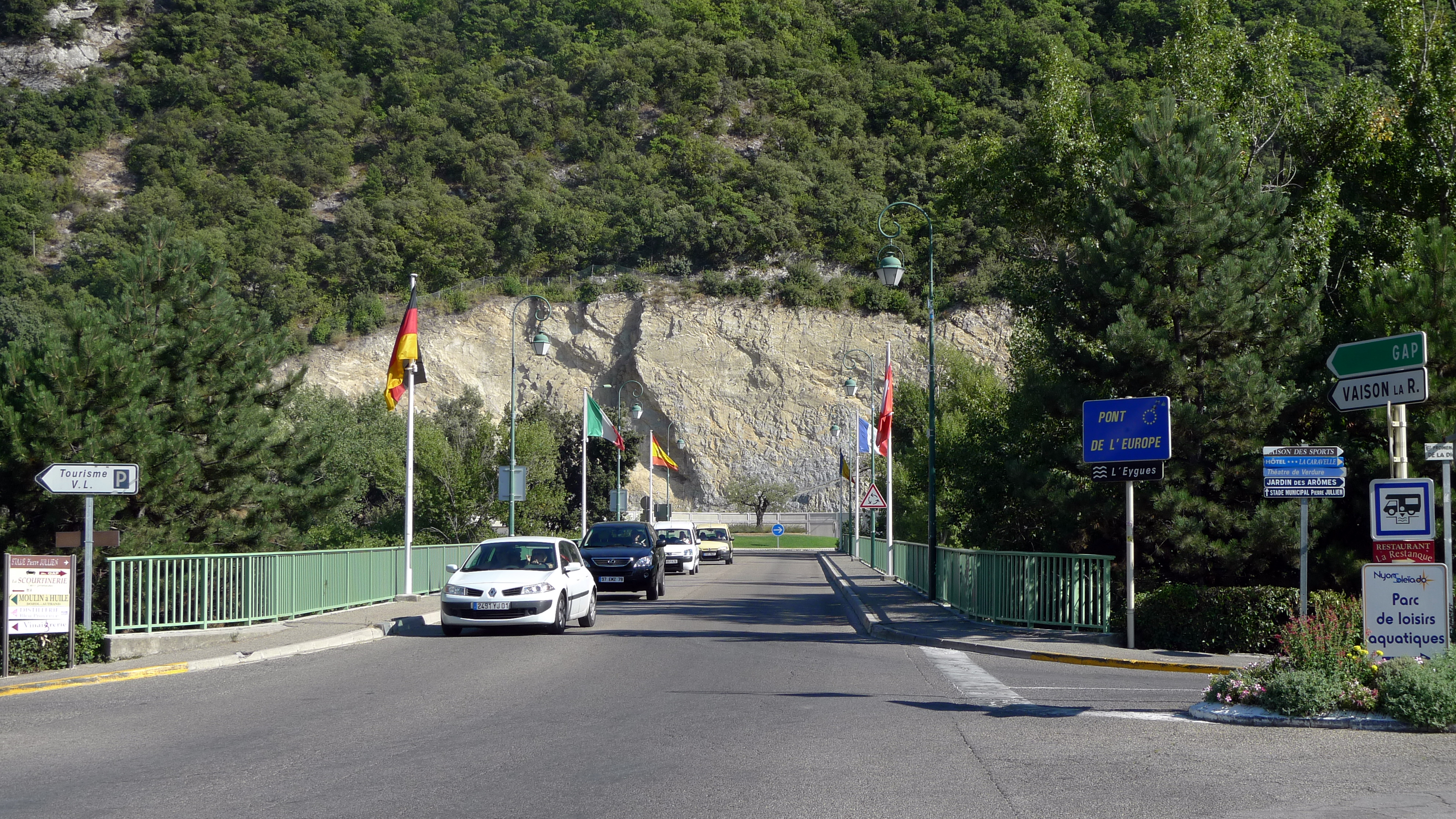
尼永斯附近的一处公路桥

### 公路
德龙省省道D94线和D538线在尼永斯境内交汇。奥弗涅-罗讷-阿尔卑斯大区下属的城际客运提供巴士线路，可前往蒙特利马尔。
| 18 | 43 |

| 瓦朗斯 | 100 |

| 蒙特利马尔 | 51 |

| 克雷 | 60 |

2019年，60.2%的尼永斯家庭拥有至少一辆私人汽车。2019年，尼永斯境内共发生各类交通事故2起，造成2人受伤，其中1人重伤。

### 铁路
尼永斯位于皮埃尔拉特－尼永斯铁路上，该铁路已于1951年关闭。
距离尼永斯最近的运营中的客运铁路车站为41公里外博莱讷拉克鲁瓦西耶尔站，该站位于巴黎－马赛铁路线上，停靠往返于瓦朗斯和阿维尼翁一线的区域列车。

### 航空
距离尼永斯最近的民用航空站为阿维尼翁机场，距离尼永斯市中心的公路里程约73公里。

### 城市公共交通
尼永斯城市公共交通（商业名称为）是当地的城市公共交通系统。截至2022年10月，该系统共包括5条公交线路，路网覆盖了尼永斯市区内的主要街道和居民区，免费向公众开放。

## 政治

### 市政内阁

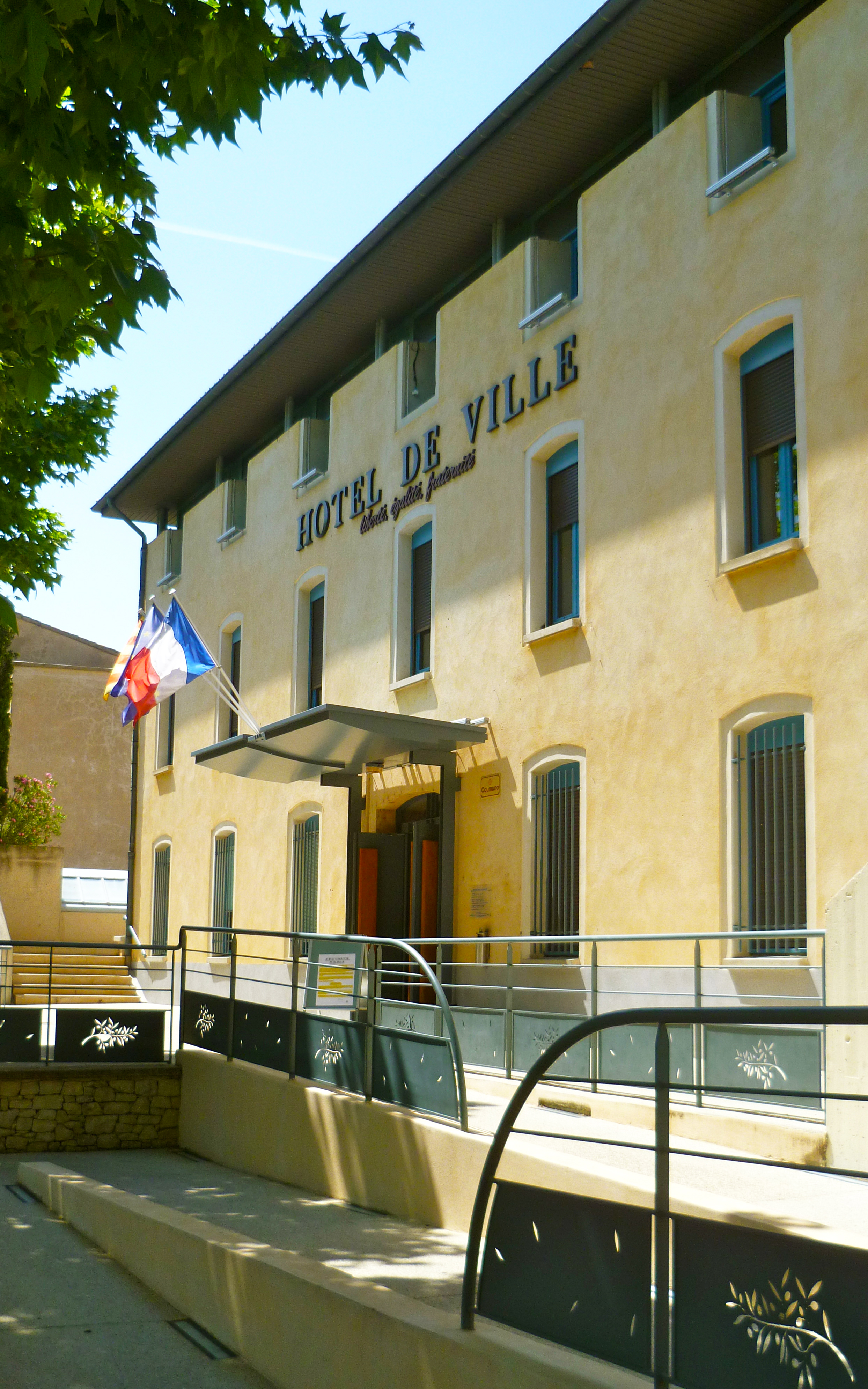
尼永斯市政厅

尼永斯的现任市长为皮埃尔·孔布先生（Pierre COMBES），他是一名左翼无党派人士，在2020年的市政选举中获得了100.00%的支持率（无其他候选人）。
| 尼永斯历届市长         | 尼永斯历届市长               | 尼永斯历届市长                 |
| 任期                   | 市长                         | 党派                           |
| ---------------------- | ---------------------------- | ------------------------------ |
| 1953年以前资料暂缺     |                              |                                |
| 1953年－1959年         | Henri DEBIEZ 亨利·德比耶     | RAD激进党                      |
| 1959至1965年间资料暂缺 |                              |                                |
| 1965年－1977年         | Pierre JULLIEN 皮埃尔·朱利安 | SFIO工人国际法国支部 →PS社会党 |
| 1977年－1989年         | Jean ESCOFFIER 让·埃斯科菲耶 | RPR保衛共和聯盟                |
| 1989年－1995年         | Jean MONPEYSSEN 让·蒙佩桑    | PS社会党                       |
| 1995年－2001年         | Michel FAURE 米歇尔·富尔     | RPR保衛共和聯盟                |
| 2001年－               | Pierre COMBES 皮埃尔·孔布    | PS社会党 →DVG左翼无党派人士    |

### 各级选举
| 尼永斯历届投票选举结果 | 尼永斯历届投票选举结果 | 尼永斯历届投票选举结果 | 尼永斯历届投票选举结果 | 尼永斯历届投票选举结果      | 尼永斯历届投票选举结果 | 尼永斯历届投票选举结果 | 尼永斯历届投票选举结果      | 尼永斯历届投票选举结果 | 尼永斯历届投票选举结果 |
| 选举项目               | 选举范围               | 选区单位               | 选区单位内的选举结果   | 选区单位内的选举结果        | 选区单位内的选举结果   | 选区单位内的选举结果   | 选区单位内的选举结果        | 选区单位内的选举结果   | 参考资料               |
| 选举项目               | 选举范围               | 选区单位               | 第一轮胜出者           | 第一轮胜出者                | 支持率                 | 第二轮胜出者           | 第二轮胜出者                | 支持率                 | 参考资料               |
| ---------------------- | ---------------------- | ---------------------- | ---------------------- | --------------------------- | ---------------------- | ---------------------- | --------------------------- | ---------------------- | ---------------------- |
| 2017年法國總統選舉     | 法國                   | 市镇                   |                        | 埃马纽埃尔·马克龙           | 22.65%                 |                        | 埃马纽埃尔·马克龙           | 69.43%                 | [ 30 ]                 |
| 2017年法国立法选举     | 德龙省第三选区         | 市镇                   |                        | 塞利娅·德拉韦涅             | 33.3%                  |                        | 塞利娅·德拉韦涅             | 58.13%                 | [ 30 ]                 |
| 2019年欧洲议会选举     | 法國                   | 市镇                   |                        | 娜塔莉·卢瓦索               | 22.34%                 | （不适用）             | （不适用）                  | （不适用）             | [ 32 ]                 |
| 2021年法国省级选举     | 德龙省                 | 县                     |                        | 皮埃尔·孔布 帕斯卡勒·罗沙斯 | 54.25%                 |                        | 皮埃尔·孔布 帕斯卡勒·罗沙斯 | 61.66%                 | [ 33 ]                 |
| 2021年法国省级选举     | 德龙省                 | 市镇                   |                        | 皮埃尔·孔布 帕斯卡勒·罗沙斯 | 62.07%                 |                        | 皮埃尔·孔布 帕斯卡勒·罗沙斯 | 65.17%                 | [ 33 ]                 |
| 2021年法国大区选举     |                        | 市镇                   |                        | 洛朗·沃基耶                 | 32.83%                 |                        | 洛朗·沃基耶                 | 45.12%                 | [ 34 ]                 |
| 2022年法国总统选举     | 法國                   | 市镇                   |                        | 让-吕克·梅朗雄              | 27.03%                 |                        | 埃马纽埃尔·马克龙           | 61.93%                 | [ 30 ]                 |
| 2022年法国立法选举     | 德龙省第三选区         | 市镇                   |                        | 玛丽·波雄                   | 33.8%                  |                        | 玛丽·波雄                   | 50.43%                 | [ 30 ]                 |

## 人口
2019年，尼永斯市镇人口数量为6,772，在法国排名第1,578位。其中男性3,002人，女性3,770人，75岁及以上人口占17.8%，外籍人口数量为443人，人口密度为289人/平方公里，当地居民被称为（男性）或（女性）。2020年，尼永斯境内出生47人，死亡人口190人。
| 尼永斯1901年－2019年人口变化情况 |
|                                  |
| 数据来源：Cassini、INSEE         |

## 经济

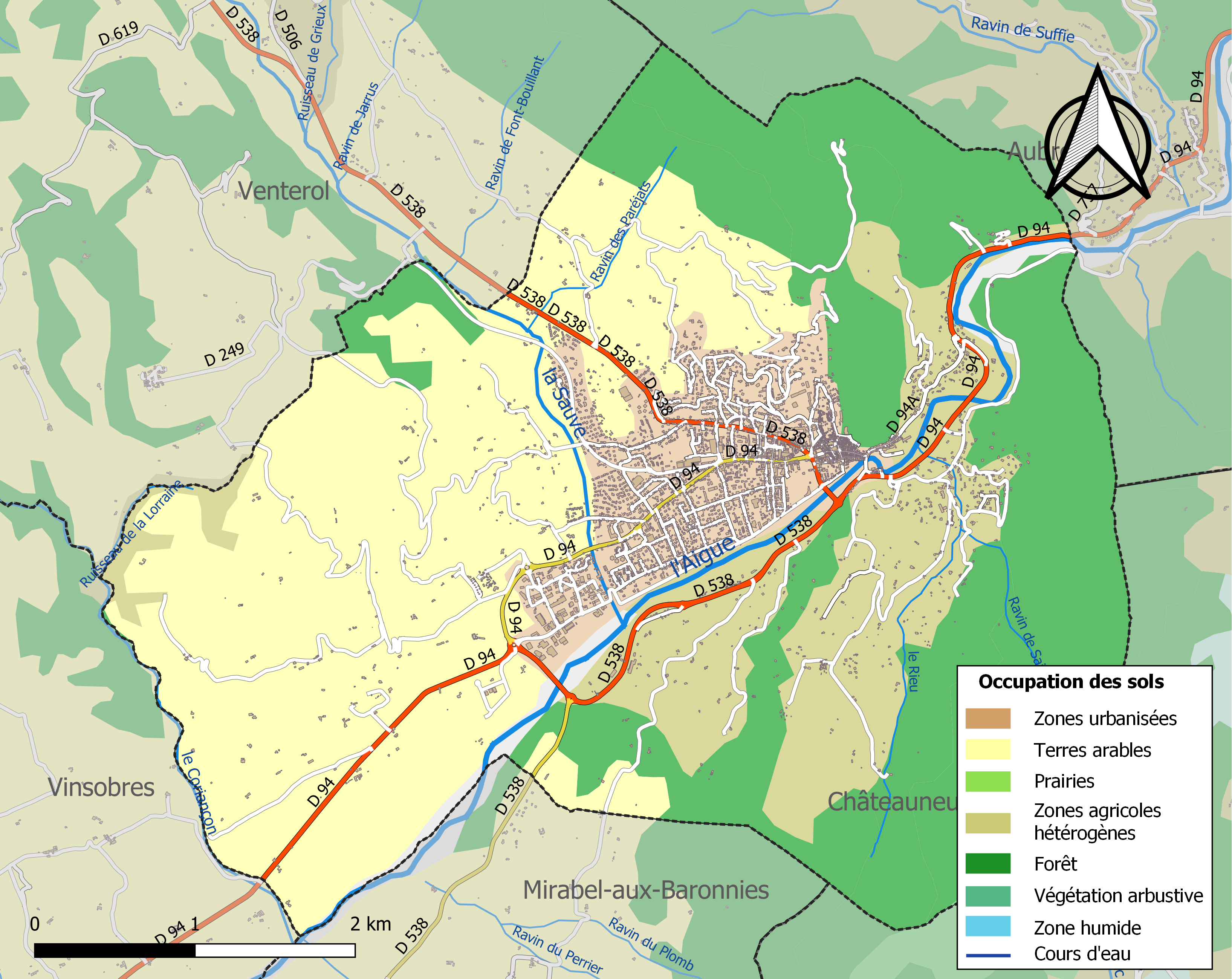
尼永斯土地利用情况地图

尼永斯是一个区域性的中心城市。截止2022年10月，尼永斯市镇范围内共有各类用人单位（包含自雇）1,579家，平均历史为19年，其中99.77%为中小型企业（PME），2022年8月至10月间，当地的经济活力指数为0.25%。（零售）、（器械制造）及（饮品销售）是当地2021年营业额最高的三个企业，分别为25,174,422欧元、11,593,767欧元和9,188,150欧元。

## 财政与居民收入
2020年，尼永斯的财政收入总额为8,664,040欧元，财政支出总额为6,736,200欧元，当年的债务总额为4,177,320欧元。2021年，尼永斯市镇共获得1,747,330欧元的国家财政补助，比上一年减少了0.16%。
2020年，尼永斯的人均月收入总额为1,948欧元，其中高级职员为3,375欧元，低于法国平均水平（4,230欧元）；中级职员为2,183欧元，低于法国平均水平（2,411欧元）；普通职员为1,678欧元，亦低于法国平均水平（1,740欧元）。
2019年，尼永斯境内的青壮年（15至64岁）失业率为19.7%，当地44.4%的家庭拥有纳税资格，平均纳税2,274欧元，低于法国平均水平（3,910欧元）。

## 社会事务

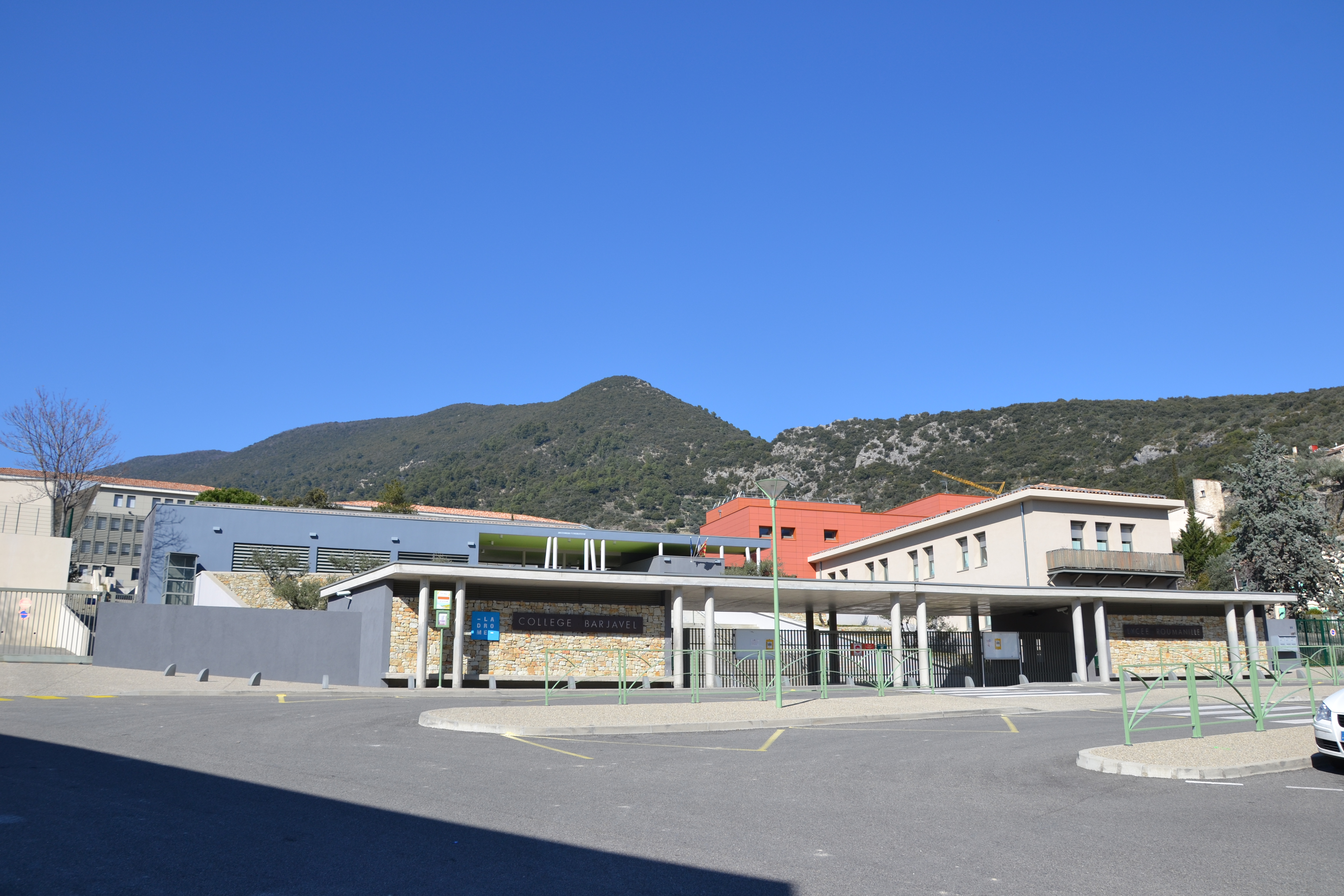
尼永斯的一所中学

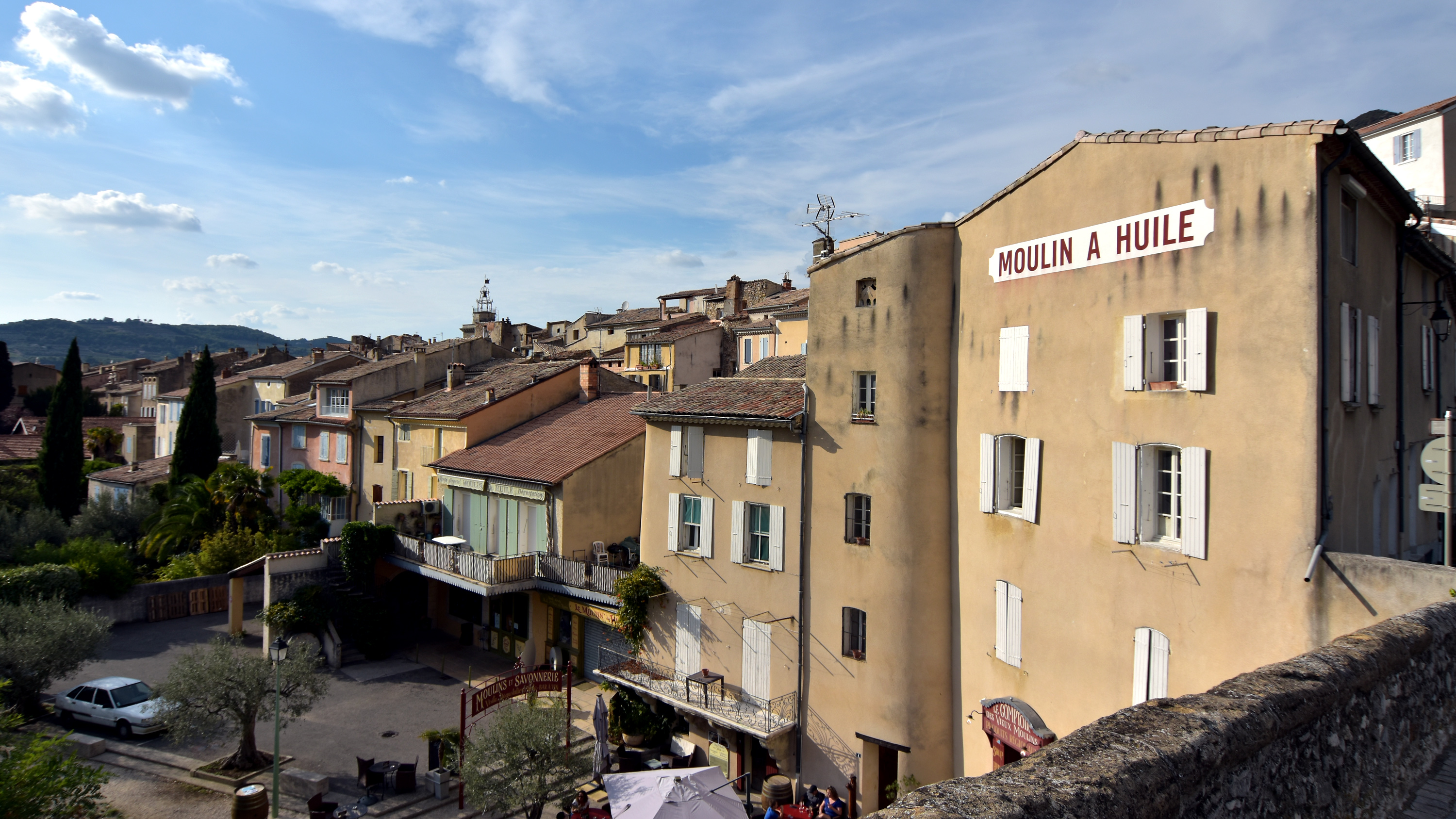
尼永斯老城一角

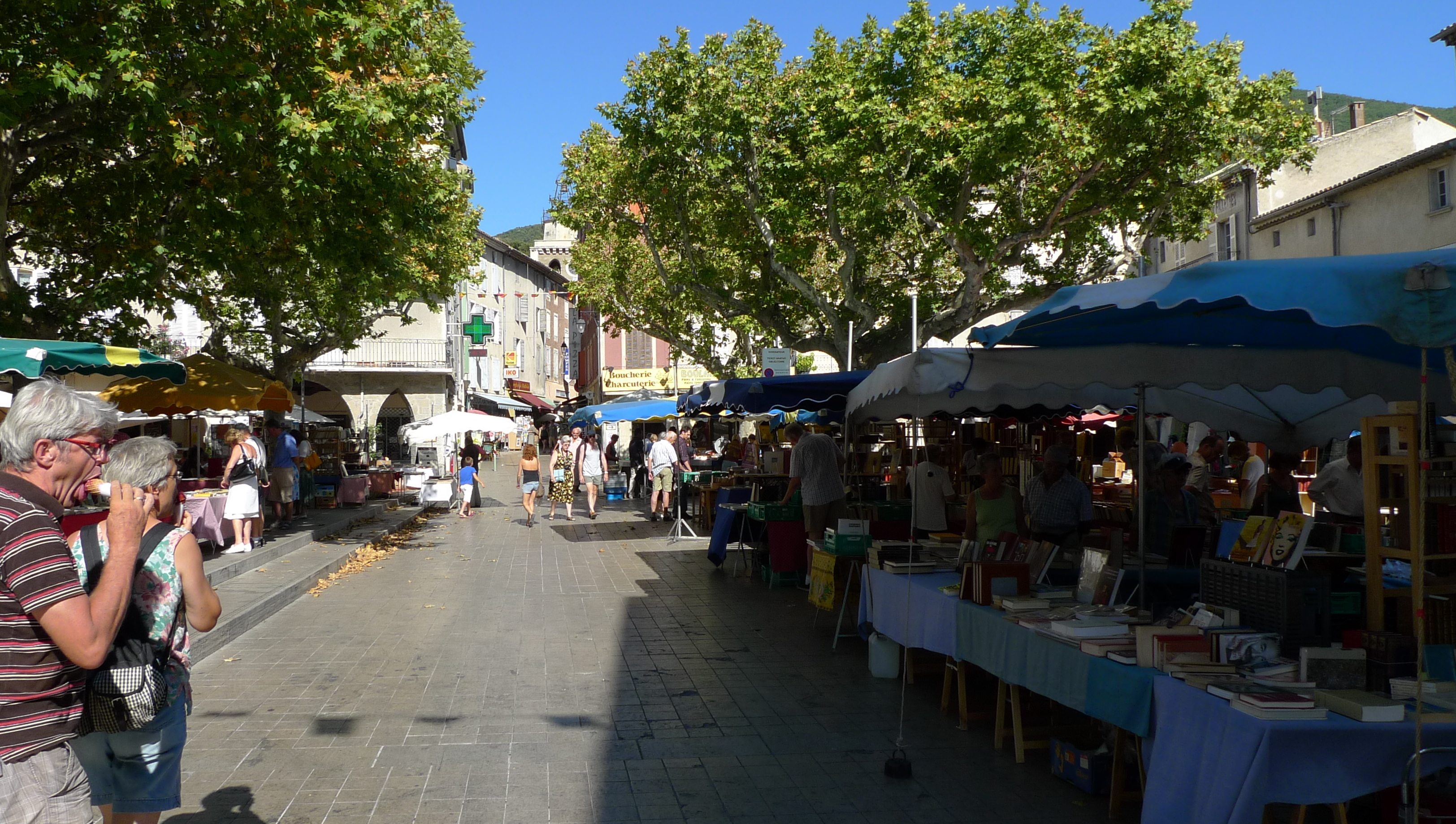
尼永斯露天集市

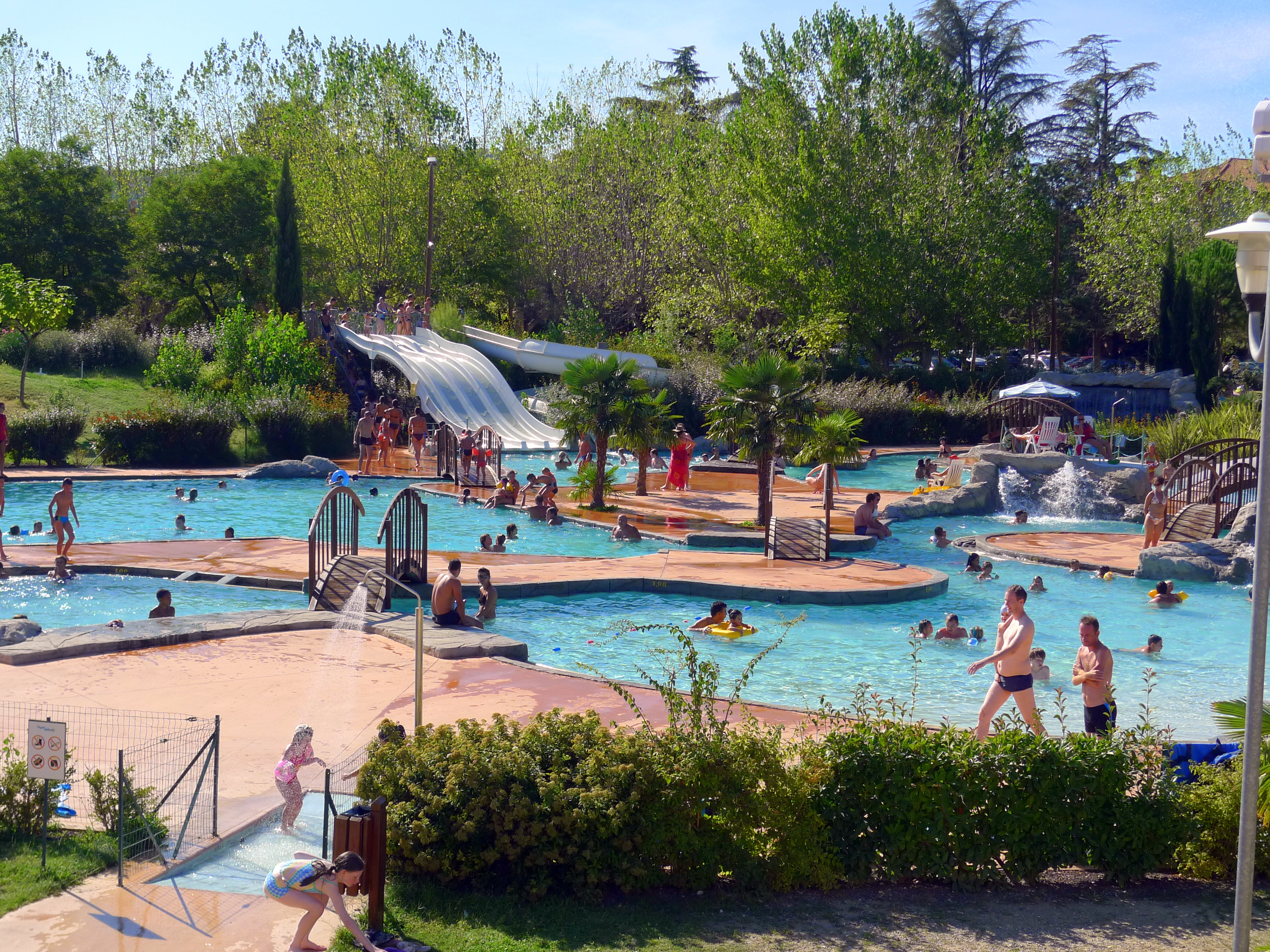
尼永斯的一处水上游乐园

### 教育
尼永斯属于格勒诺布尔学区。截止2021年1月1日，尼永斯境内共有2所幼儿园、3所小学、1所初级中学和1所普通高中。2018至2019学年度，尼永斯境内共有在校中等教育阶段学生1,206名。

### 医疗
截止2021年1月1日，尼永斯境内共有全科医生12名、保健师9名、牙医5名、护士29名、眼科医生1名、助产士2名、儿科医生1名和妇科医生1名。境内共有药房4家、残疾人帮扶中心2家。
尼永斯便民医院（Hôpital de proximité de Nyons）是法国的一个区域性医疗机构，其主病区位于尼永斯市区，设有床位35个，是当地规模最大的公立综合性医院。

### 住房
2019年，尼永斯境内共有各类住房4,700套，其中48.7%为独立式居民区，50.7%为集中式居民区。常住房屋占尼永斯市镇范围内居民建筑总量的75.3%。
在住房保障政策方面，2021年，尼永斯境内共有821户家庭获得了住房经济补助，受益人数占总人口数量的12.1%，其中799份为房租补助。

### 商业
2021年，尼永斯境内共有各类实体商铺254家，其中餐厅45家、大型超市4家、杂货店6家、面包房4家、肉铺3家、书店4家、装饰品店3家、银行门店7家、美容美发店11家、汽车维修店18家。市区西部建有一家Super U和Intermarché购物超市，市区北部则有一家Lidl商场。

### 体育
2021年，尼永斯境内共有1家游泳池、1间体育馆、2座综合体育场、4处网球场、1处足球或橄榄球场以及1处篮球或排球场。
截至2022年10月，尼永斯境内暂无注册足球俱乐部。
尼永斯运动员俱乐部（Nyons Athlétic Club）成立于2022年9月，是当地一个包含多个体育项目的运动团体。

### 环境
尼永斯的环境事务由其所属的普罗旺斯德龙巴罗尼市镇公共社区联合各级政府协调负责。2021年，尼永斯境内暂无污染企业。

### 治安
2021年，尼永斯市镇范围内有1处宪兵队。
尼永斯国家宪兵队（zone gendarmerie de Nyons）的管辖范围包含共110个市镇。2020年，该宪兵队累计记录各类案件1,041起，其中盗窃类案件439起，经济类案件156起，毒品交易类案件106起。

## 文化
2021年，尼永斯境内有1家电影院。德罗省政府在尼永斯建有一处省级多媒体中心，每周二至六向公众开放。

### 建筑
尼永斯境内有多处历史建筑，其中法国国家文物保护单位包括多菲内城堡（Château delphinal）、尼永斯桥等，圣樊尚教堂（Église Saint Vincent de Nyons）亦是当地的地标性建筑物。

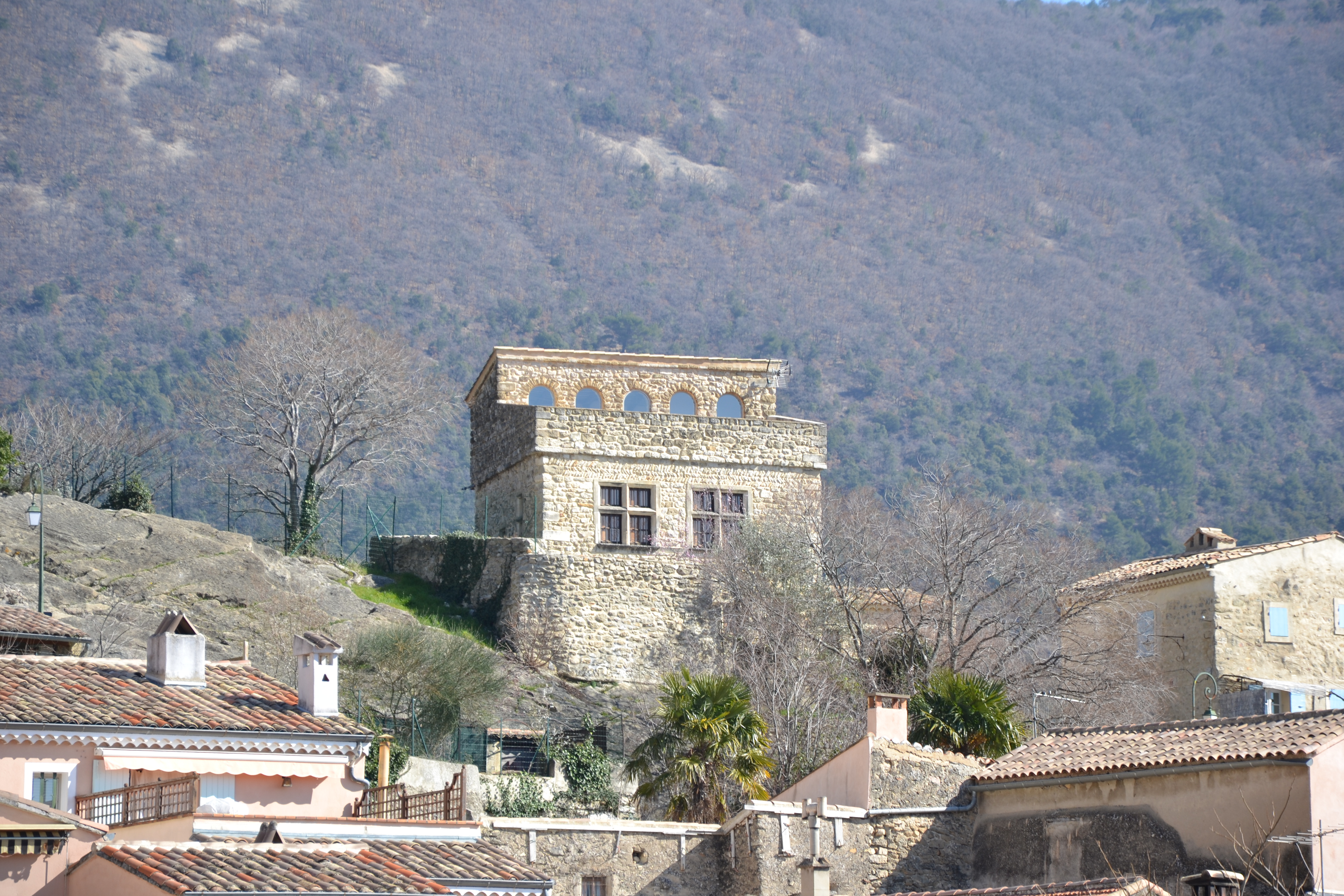
多菲内城堡
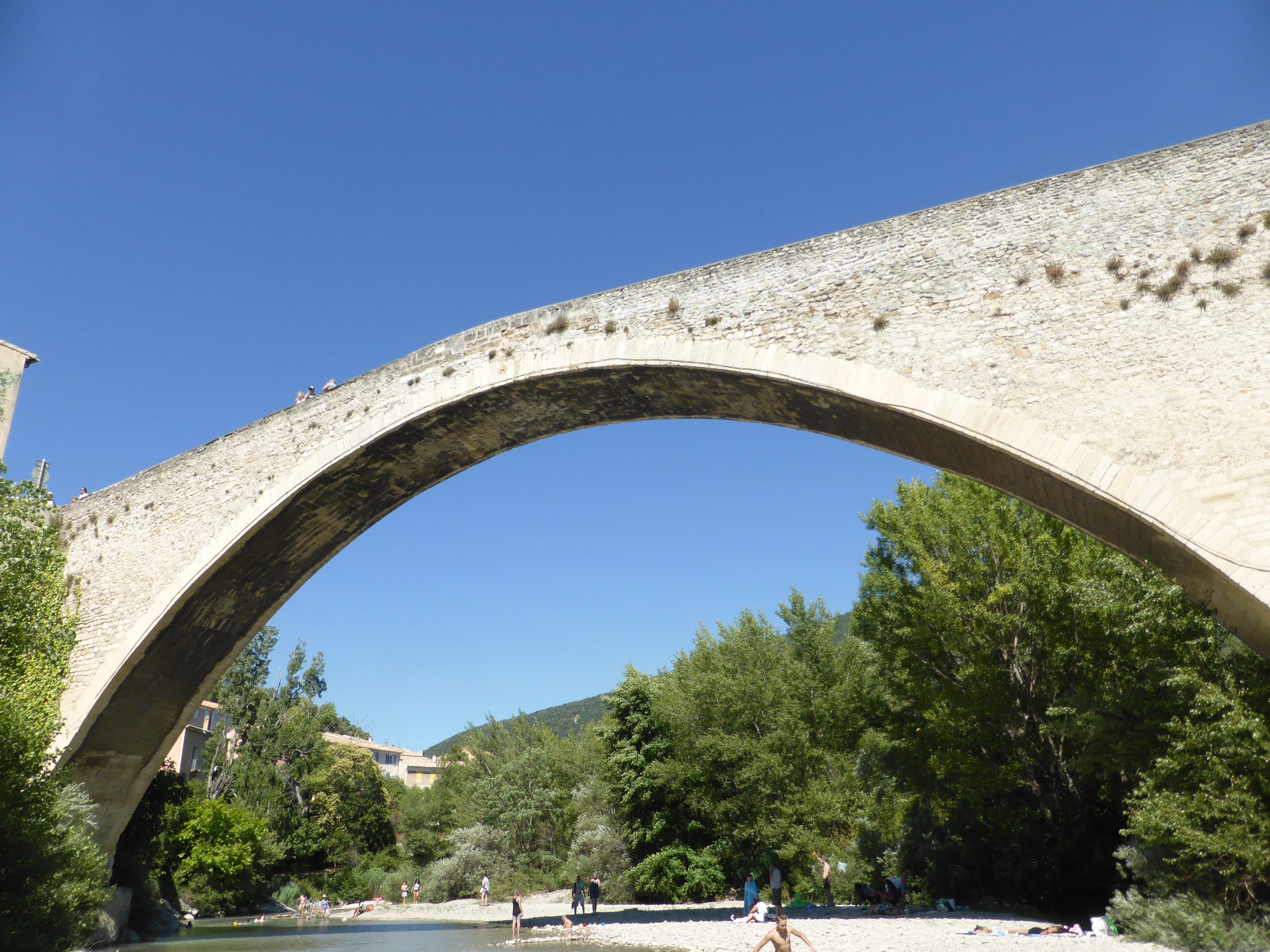
尼永斯桥（法语：Pont de Nyons）
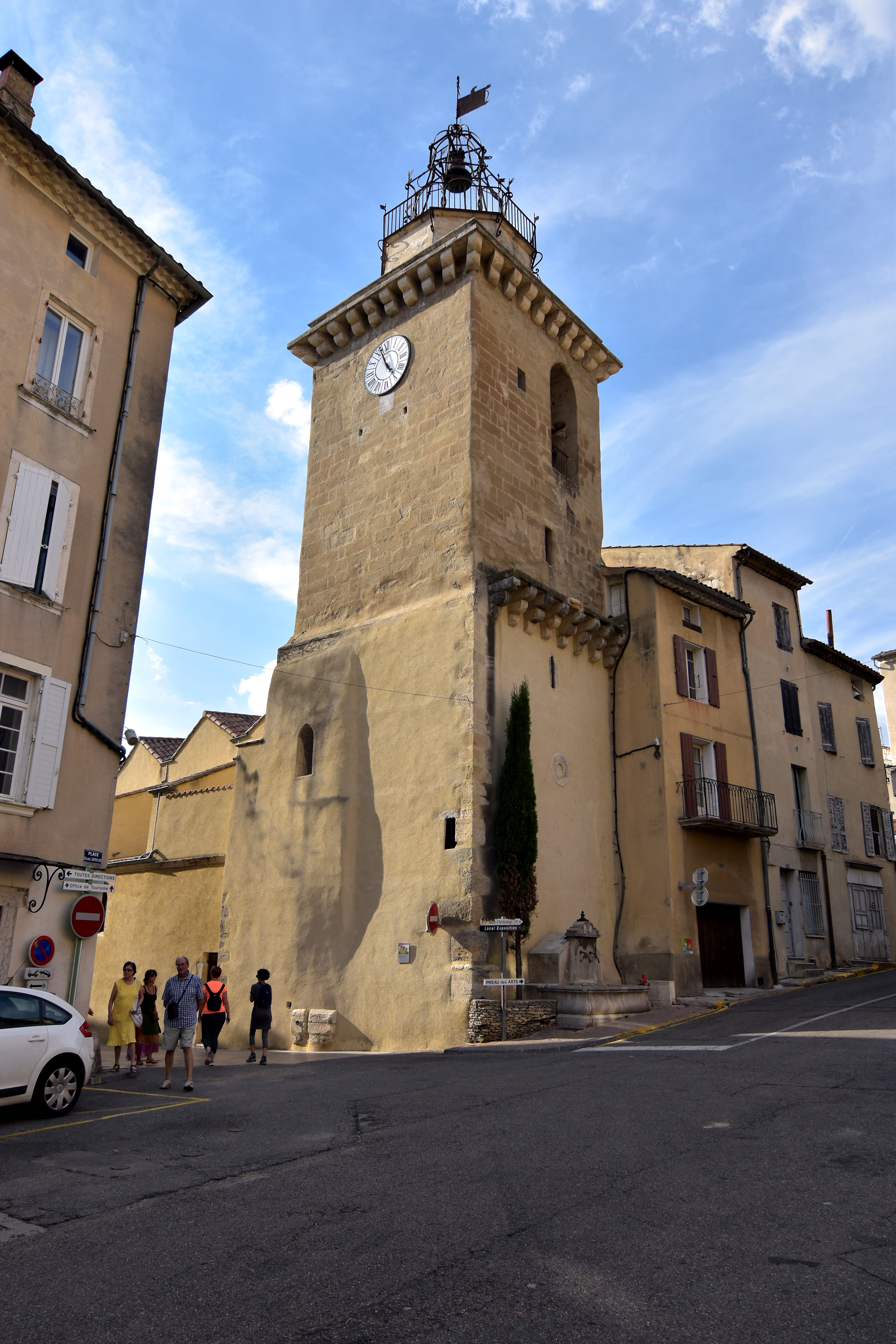
圣樊尚教堂
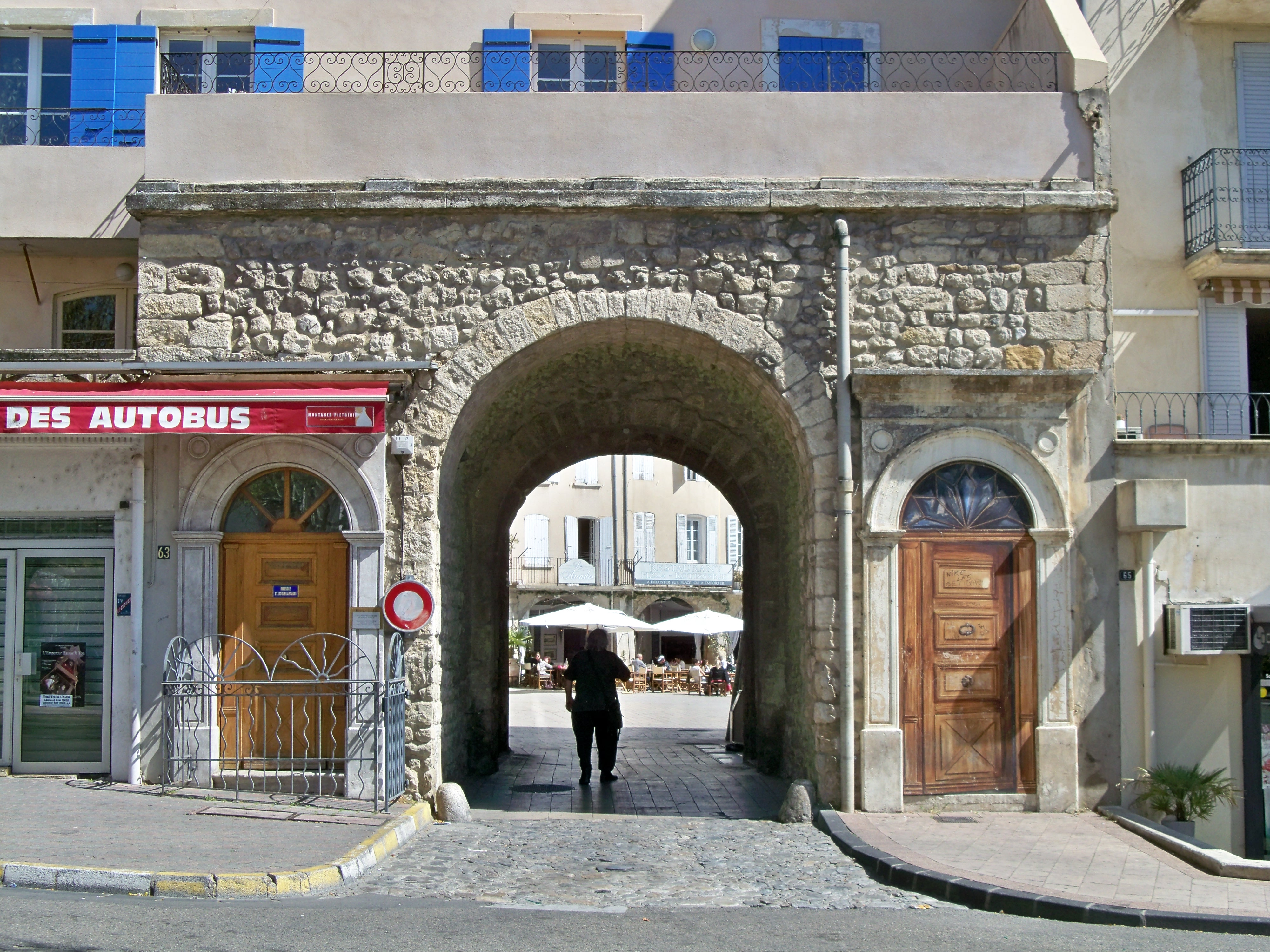
圣雅克城门
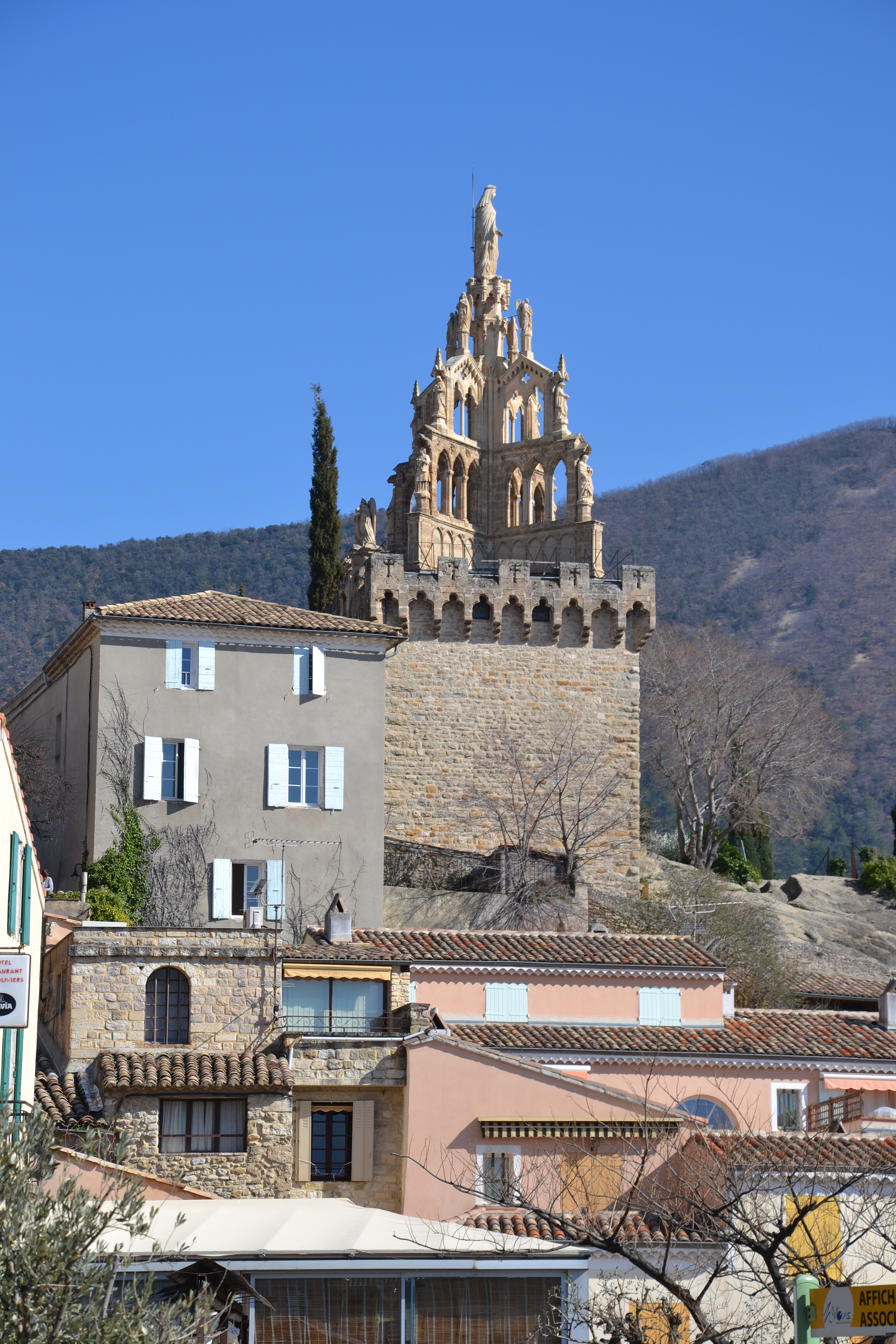
朗多讷塔（法语：Tour Randonne）
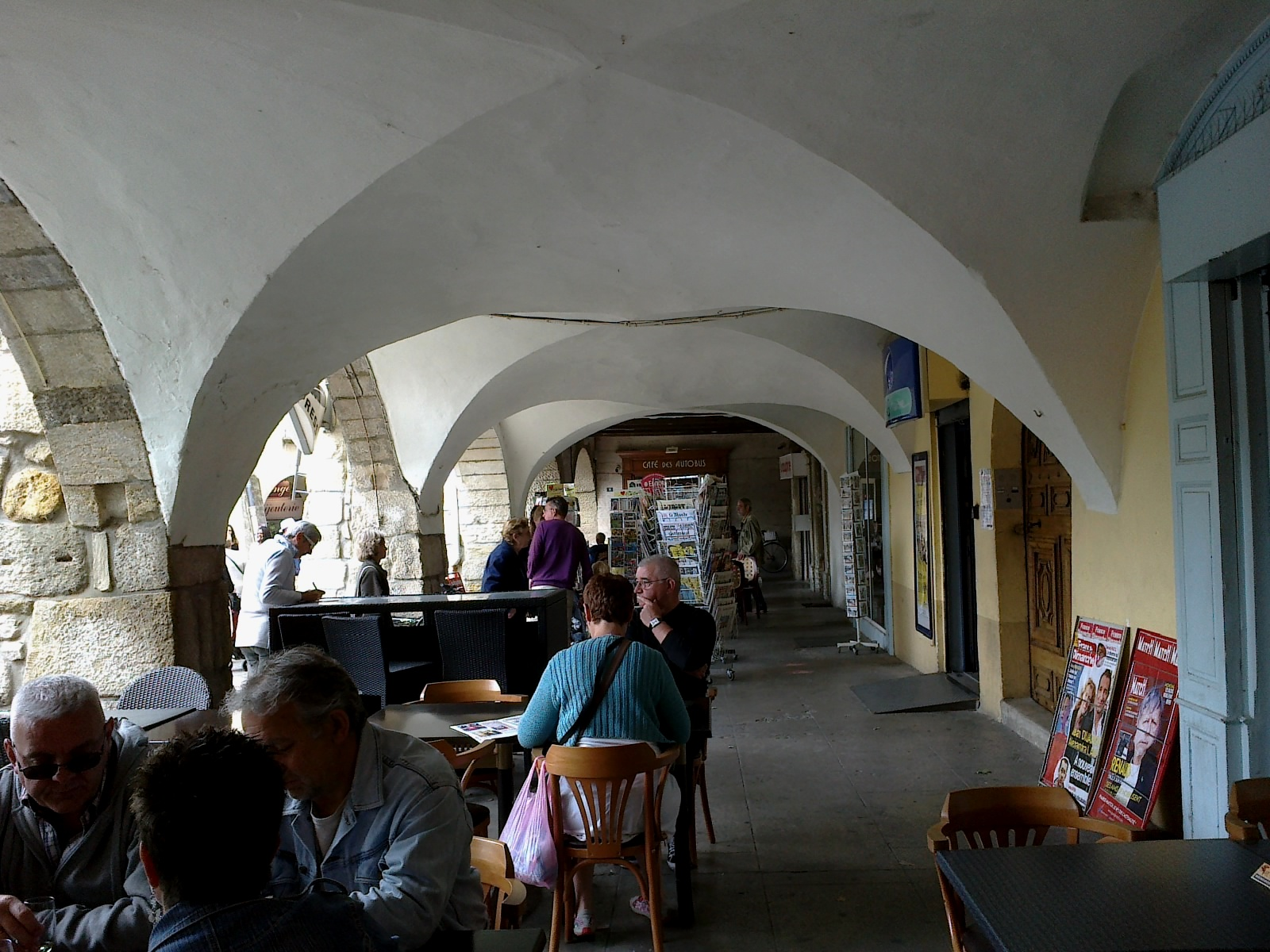
廊楼
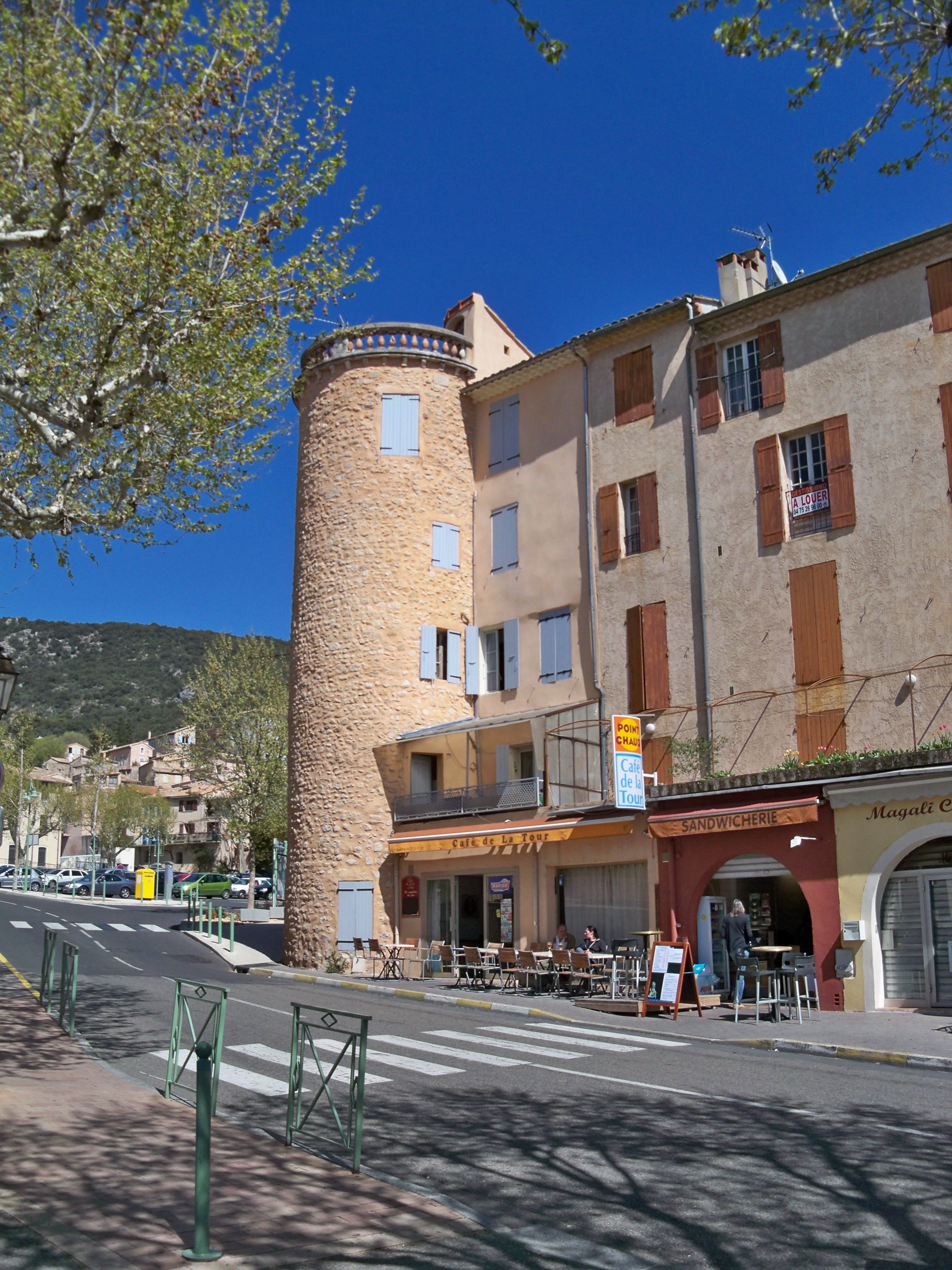
城墙塔
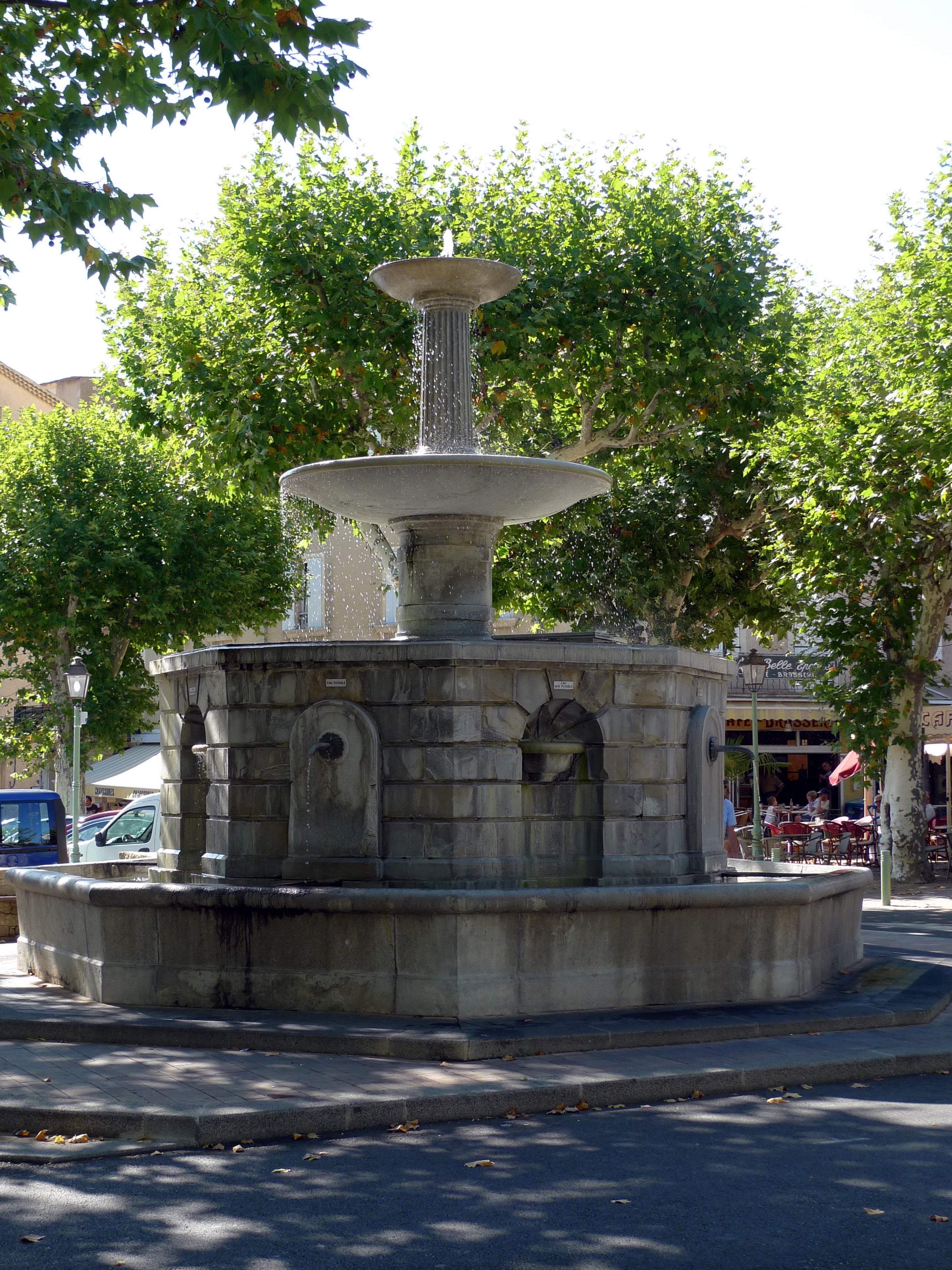
街心喷泉

### 旅游

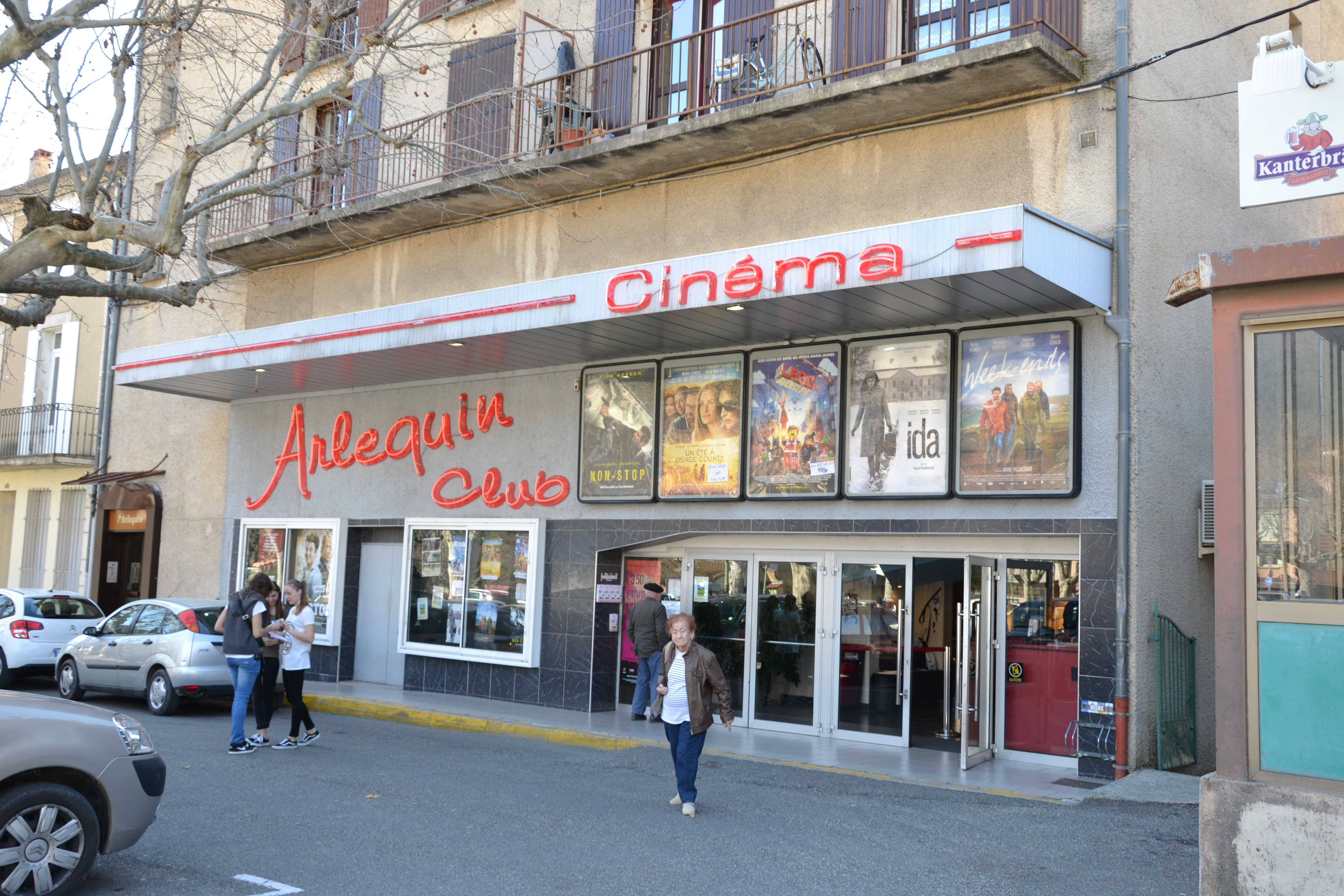
尼永斯的一处电影院

尼永斯的旅游事务由其所属的普罗旺斯德龙巴罗尼市镇公共社区负责。2022年，尼永斯境内共有7家酒店共计86间房间；另有2个露营地，可容纳共120辆露营车。

### 媒体
法国主要的媒体均可在尼永斯接收，法国电视三台下属的奥弗涅-罗讷-阿尔卑斯大区频道在部分时段播出尼永斯所属区域的地方新闻。《自由多菲内报》、《德龙周刊》、蓝色法兰西德龙-阿尔代什广播等为当地的主要地方性媒体。

## 相关人物
法国作家勒内·巴雅韦尔出生于尼永斯。

## 友好城市
截至2022年10月，尼永斯共与五座城市互为友好城市关系：
- 德国 梅谢尼希
- 西班牙 努莱斯
- 瑞士 尼永
- 義大利 曼恰诺
- 羅馬尼亞 博尔卡乡